# Xylophanes docilis
Xylophanes docilis är en fjärilsart som beskrevs av Druce 1896. Xylophanes docilis ingår i släktet Xylophanes och familjen svärmare. Inga underarter finns listade i Catalogue of Life.

## Beskrivning

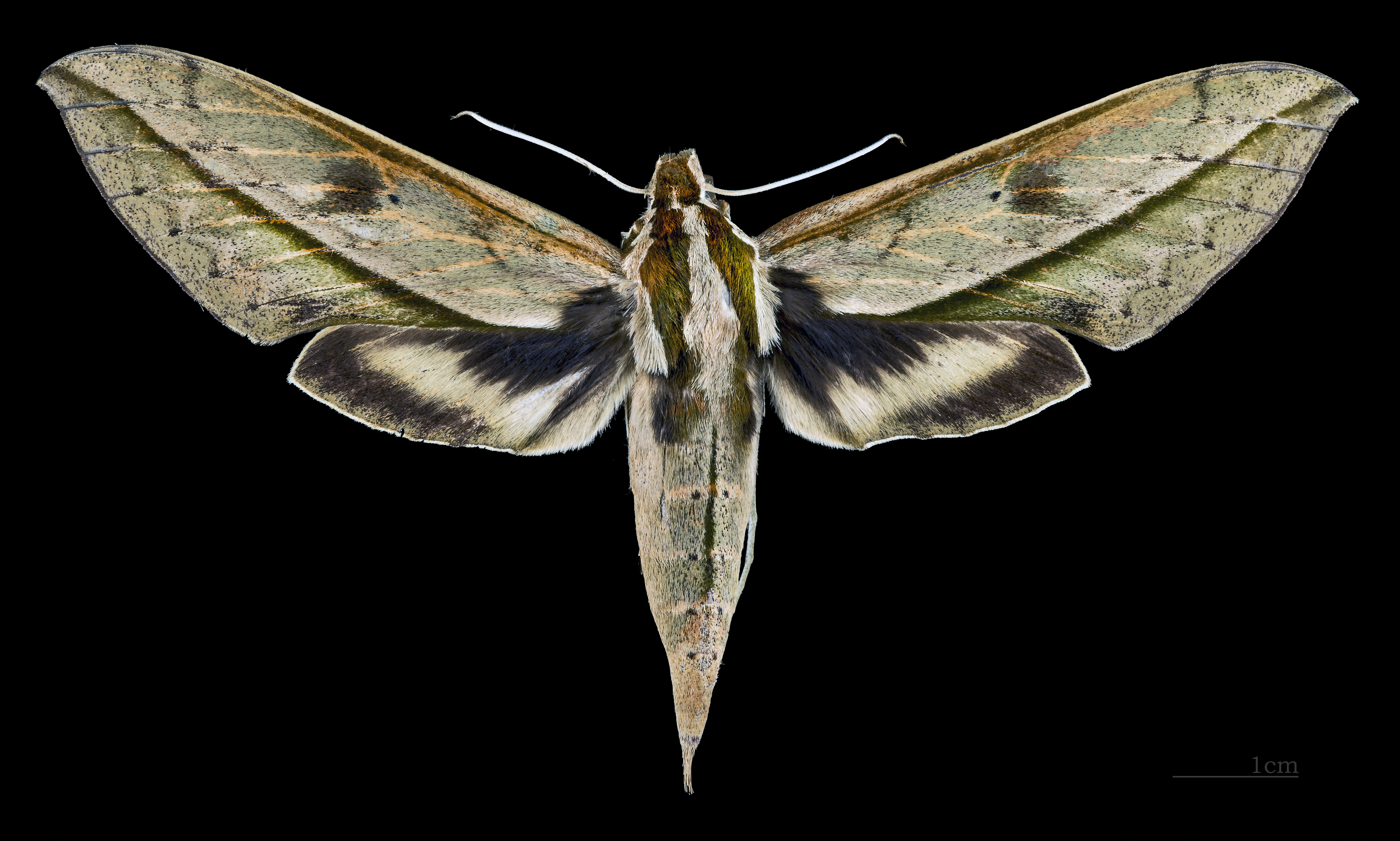
♀
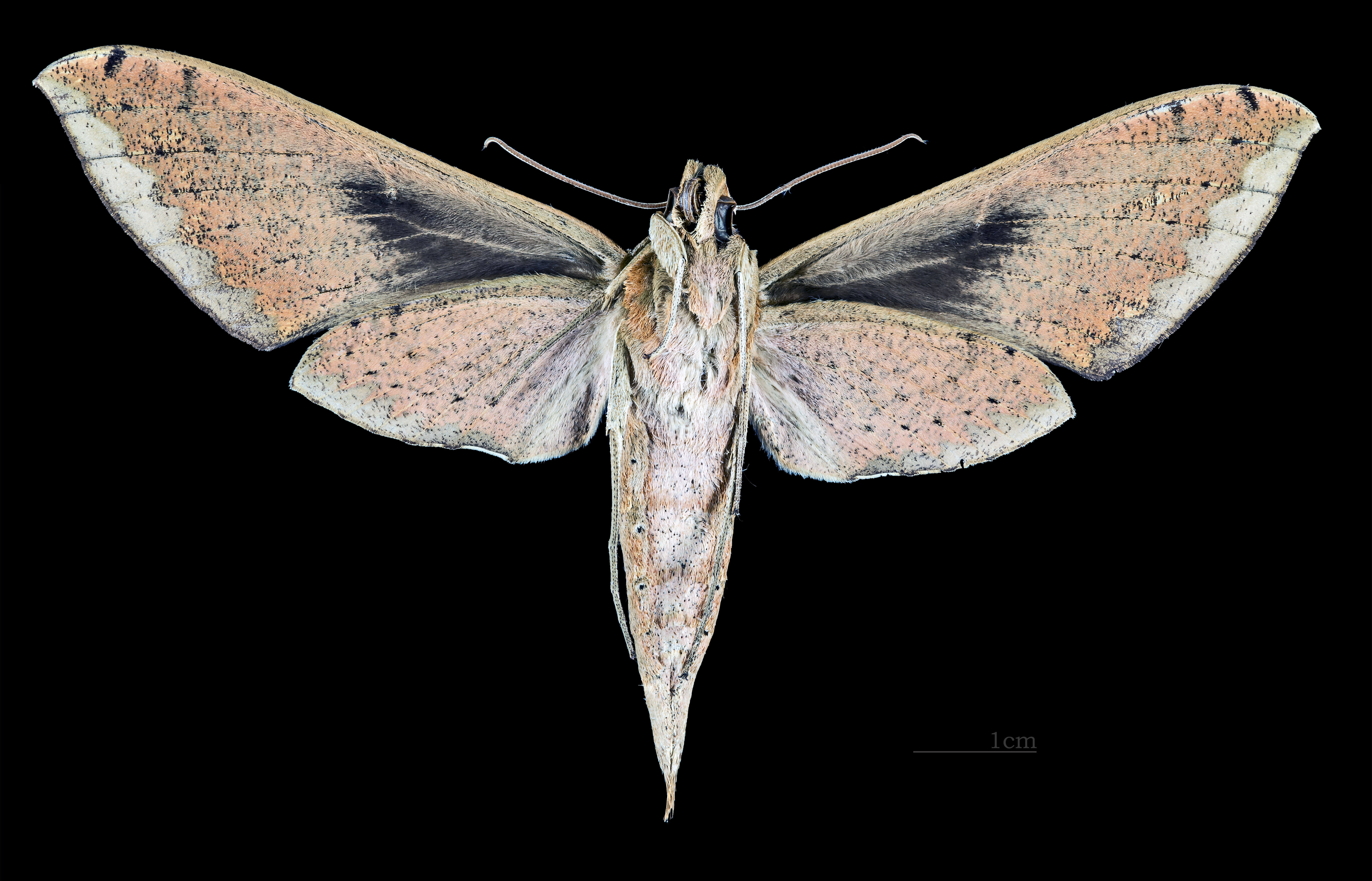
♀ △